# Pachymelus conspicuus
Pachymelus conspicuus är en biart som beskrevs av Smith 1879. Pachymelus conspicuus ingår i släktet Pachymelus och familjen långtungebin. Inga underarter finns listade i Catalogue of Life.